# Роджер Маріс
Роджер Маріс (англ. Roger Maris, 10 вересня 1934, Гіббінг штату Міннесота — 14 грудня 1985) — бейсболіст. Найбільш відомий як людина, що побила рекорд Бейба Рута по хоумранам за один сезон.

## Біографія
Роджером Марісом в 1961 році здійснив 61 гоумран, чим побив рекорд Бейба Рута 1927 року. Маріс встановив новий рекорд після жвавого сезону з довгою боротьбою за кількістю хоумранів з іншим гравцем «Нью-Йорк Янкіз» Мікі Ментла. Ментл зробив 54 хоумрана в тому ж році. Так Маріс став найціннішим гравцем американської ліги в 1960 і 1961 роках. Його не розглядали як головну зірку команди. Деякі вболівальники обмовили Роджера Маріса, кажучи, що його не можна порівняти з легендарним Бейбі Рутом. Такі почуття різко зникли після того, як Генк Аарон побив рекорд Бейбі Рута.
Рекорд Маріса обговорювався деякий час, поки він не зіграв 162 гри проти 154 Бейбі Рута. Цей факт часто називають зірочкою в біографії Роджера Маріса. У 1991 році бейсбольний уповноважений Фей Вінсент оголосив Роджера Маріса єдиним володарем, який утримує рекорд, завершуючи таким чином дискусію. Рекорд Маріса був побитий в 1998 році Марком Макгвайром, який провів 70 хоумранів за сезон.
Додаткові дані: Маріс носив уніформу № 9, відбивав лівою рукою. У 1967 році він грав за «Сент-Луїс», пішов з бейсболу після сезону 1968 року. Маріс грав себе в невеликій ролі кінокартини «Safe at Home» (з Мікі Ментлом), «That Touch of Mink» (з Кері Ґрантом і Доріс Дей). У фільмі «61» (керівник Біллі Крістал) компанії HBO Маріса зіграв актор Баррі Пеппер.
Помер від лімфатичного раку.